# ピアノソナタ第11番 (ベートーヴェン)
ピアノソナタ第11番（ピアノソナタだいじゅういちばん）変ロ長調 作品22は、ルートヴィヒ・ヴァン・ベートーヴェンが1800年に完成したピアノソナタ。

## 概要
このソナタが書かれた時期のベートーヴェンは旺盛な作曲意欲を次々に形にしていっており、足りなくなった羽根ペンを送ってくれるよう友人に依頼しているほどであった。そうした中、作品18の弦楽四重奏曲等と並行して1799年から書き進められ、翌年夏ごろまでにウンターデープリングにおいて仕上げられたとされる本作はベートーヴェンの自信作となる。「このソナタは素晴らしいものです」と自賛する本作に対し、作曲者が出版者のフランツ・アントン・ホフマイスターへ要求した金額は交響曲第1番や七重奏曲と同額であったという。さらに出版時に自ら「大ソナタ」（Grande Sonate）と銘打っていることからも自信の程が窺われる。
ベートーヴェンの意気込みとは裏腹に現在ではこの作品はあまり知られておらず、デニス・マシューズのように新しさが皆無であると酷評した専門家もいる。一方、本作を好意的に評価する立場からは、伝統に則った形式的枠組みの内に若者らしい伸びやかさを自在に発揮した、初期様式を締めくくるにふさわしい作品であると評されている。
楽譜は1802年3月にホフマイスターから出版され、ベートーヴェンを庇護したヨハン・ゲオルク・フォン・ブロウネ＝カミュ伯爵に献呈された。伯爵には1798年にも作品9の弦楽三重奏曲が献呈されており、その際の献辞には「最高の作をわが芸術の最愛の愛護者に捧ぐ」と記されていた。同伯爵夫人アンナ・マルガレーテも伯爵同様にベートーヴェンを支持し、作品10のピアノソナタ（第5番、第6番、第7番）他の献呈を受けた人物であったが1803年5月13日にこの世を去っている。

## 楽曲構成

### 第1楽章
Allegro con brio 4/4拍子 変ロ長調
ソナタ形式。譜例1にはじまるが、ベートーヴェンは瑞々しい第1主題をあえて弱音によって開始させている。冒頭の16分音符は楽章全体に通底するモチーフとなる。
譜例1
譜例1の16分音符の音型が経過句を導き、ピアニッシモの新しい素材が続く。第2主題は両手のユニゾンによりヘ長調で提示される（譜例2）。
譜例2
譜例2が変奏で繰り返され、続く16分音符主体の華麗な経過で勢いよく進行する。コデッタではトレモロの伴奏の上に新旋律が姿を現し、ユニゾンによる両手の強奏が順次進行で1オクターヴ半の音域を昇って下る（譜例3）。
譜例3
さらに譜例1の16分音符のリズムが顔をのぞかせるとヘ長調の主和音によって提示部を終える。提示部が反復されると展開部へ移行する。まず提示部コデッタの素材群が逆の順序で次々と奏されていく。次に譜例3が低音から追唱をする声部を伴って湧きあがり、譜例1の16分音符の音型へと受け渡される。このやり取りが繰り返されるうちに16分音符のアルペッジョを主体とした推移となり、やがて低音部に譜例3を神秘的に響かせつつ長いペダルポイントで再現部への準備を行う。再現部は変ロ長調で第1主題と第2主題を再現しつつ定型通りに進み、コーダを置かずに勢いよく結ばれる。

### 第2楽章
Adagio con molta espressione 9/8拍子 変ホ長調
ソナタ形式。パウル・ベッカーに「ロマン派のノクターン」を想起させた優美な音楽。また、イタリアオペラのようでもある。先行する和音の伴奏に続き、譜例4の第1主題が落ち着いた表情で歌われる。
譜例4
レガート奏法の達人であった作曲者の演奏を思わせる豊かな歌が連綿と歌われ、次に変ロ長調の第2主題が出される（譜例5）。
譜例5
右手の速い動きを経て結尾楽句に至り、簡潔に提示部を終える。展開部は第1主題に始まり、鋭い不協和音も響かせながら高まっていくと主題の一部分のみが抽出されて執拗に繰り返される。これに上声、下声が加わって4声となると次第に静まって再現部となる。第1主題は変奏されて一層優美な姿となり、第2主題は変ホ長調に再現される。第1楽章同様に楽章のコーダは設けられておらず、簡潔なコデッタにより幕が下ろされる。

### 第3楽章
Menuetto 3/4拍子 変ロ長調
伝統的な様式に則ったメヌエット。典雅な主題に開始する（譜例6）。
譜例6
管弦楽を思わせるトリルがクレッシェンドしてフォルテッシモに至る中間楽節を挟んで譜例6が再度奏され、主題から派生したコデッタでメヌエット部を閉じる。トリオのミノーレは譜例6の音型と関連する16分音符の流れに対し、弱拍に置かれた4和音がアクセントをつけている（譜例7）。
譜例7
カール・チェルニーはこの部分は速度を速めて演奏すべきであると解説している。ロベルト・シューマンのフモレスケには譜例7の左手の音型に類似したパッセージを見出すことが出来る。二部形式のミノーレが終わるとメヌエット・ダ・カーポとなり、楽章冒頭から繰り返しを省略してメヌエット部が奏されて終わる。

### 第4楽章
Rondo, Allegretto 2/4拍子 変ロ長調
ロンド形式。冒頭から奏される譜例8の主題は、ヴァイオリンソナタ第5番（春）やピアノソナタ第4番の終楽章を思い起こさせるような爽やかな美しさを有している。
譜例8
主題をオクターヴで繰り返すといったん終止し、4小節の経過楽節が挿入される。第2の主題はヘ長調で幻想的に提示される（譜例9）。
譜例9
対位法的な扱いに続いて32分音符による華やかなパッセージが挿入され、ロンド主題の再現が行われた後にロ短調で第3の主題が現れる（譜例10）。これは譜例9の直前に置かれていた経過部の楽想が転じたものである。
譜例10
すぐさまトッカータ風の主題が続き、緊張が高まると2オクターヴを下り降りて譜例10の対位法的な展開となる。再びトッカータ風に盛り上がりを築き、クライマックスを迎えた後は落ち着きを取り戻す。弱音で奏される右手のトリルが左手で奏される6度の和音によるロンド主題を導き、譜例8が変奏されながら柔和な表情で再現される。譜例9も変ロ長調に再現されて32分音符のパッセージを経ると、譜例8が3連符を用いた変奏でもう1度奏される。この楽章にはコーダが設けられており、譜例7を回顧するかのような左手の音型が奏されてフォルテッシモに到達、音力を弱めるが最後は強奏で全曲に幕を下ろす。この楽章の主題がエルンスト・ヴィルヘルム・ヴォルフによる同じ調性のピアノソナタの主題に類似していると指摘する専門家もいる。